# 434 km (obwód pskowski)
434 km (ros. 434 км) – przystanek kolejowy w miejscowości Kudrianicy, w rejonie kunjińskim, w obwodzie pskowskim, w Rosji. Położony jest na linii Moskwa - Siebież.